# 音屋 より子
音屋 より子（おとや よりこ）は、2005年1月3日から2005年6月27日まで、AIR-G'とFM福岡で日本標準時月曜日 21:00 - 21:30（JST）に放送、スペシャルが2006年2月19日20:00 - 20:55（JST）に生放送されていた、より子がパーソナリティのラジオ番組。
より子のオールナイトニッポンR以来のラジオ復帰番組。オールナイトニッポンR同様、より子のトークと弾き語りで構成。公開録画ライブを積極的に行っていた。
より子のメジャーデビューシングル「忘れられた桜の木」の特典DVDに放送風景が収録されている。